# وست ریچوودز (آرکانزاس)
وست ریچوودز (به انگلیسی: West Richwoods) یک منطقهٔ مسکونی در ایالات متحده آمریکا است که در شهرستان استون، آرکانزاس واقع شده‌است. وست ریچوودز ۳۱۳٫۹۵ متر بالاتر از سطح دریا واقع شده‌است.